# Максимов, Александр Прокофьевич
Алекса́ндр Проко́фьевич Макси́мов (5 февраля 1874, Кронштадт, Санкт-Петербургская губерния — 11 декабря 1937, Бутовский полигон, Московская область) — русский морской офицер, герой русско-японской войны.
В годы «большого террора» арестован по ложному обвинению и расстрелян. Реабилитирован в 1989 году.

## Биография
- По окончании реального училища был зачислен вольноопределяющимся в 148-й Каспийский пехотный полк. Дослужился до унтер-офицера.
- Поступил в Санкт-Петербургское пехотное юнкерское училище. Выпущен прапорщиком.
- Служил в Каспийском 148-м пехотном полку, дослужившись до чина поручика.
- 1894 — Поступил на службу во флот.
- 1901 — На крейсере «Герцог Эдинбургский».
- В заграничном плавании на крейсере 1-го ранга «Диана».
- Сдав экзамены, перевелся в 10-й флотский экипаж.
- 27 сентября 1903 — Мичман.
- На крейсере 2-го ранга «Забияка».
- 10 февраля 1904 — На крейсере 2-го ранга «Новик».
- 18 февраля 1904 — Вахтенный начальник. За боевые действия на Новике под Порт-Артуром награждён орденами Св. Станислава 3-й степени с мечами и Св. Анны 4-й степени с надписью «За храбрость»[2].
- 7 августа 1904 — В составе экипажа крейсера участвовал в бою у Корсаковского поста с японским крейсером «Цусима».
- После того, как «Новик» был затоплен, основная часть команды была эвакуирована на материк, а мичман А. П. Максимов с командой из 46 нижних чинов остался для разоружения крейсера и охраны имущества. Под его командованием были сняты с корабля все орудия и построена вооружённая частью из них 4-орудийная береговая батарея, торпеды и снаряды, часть оборудования. 24 августа команда Максимова выдержала бой с посланной японцами на крейсер подрывной партией, обезвредив завезённые японцами на его борт мины (без потерь со своей стороны убито 3 и ранено 6 японцев). Перед высадкой японских войск на Сахалин в июне 1905 года крейсер и батарея были взорваны, а Максимов с членами экипажа присоединился к спешно сформированным на острове «дружинам» и участвовал в партизанских действиях против японцев. Отряд был окружен и после жестокого боя взят в плен 3 июля[2].
- Январь 1906 года — вернулся из японского плена, произведён в лейтенанты.
- 1906 год — за бои на Сахалине награждён орденом Св. Владимира 4-й степени с мечами и бантом[2].
- С 1907 — командир эскадренного миноносца «Видный».
- С 1909 — старший офицер учебного корабля «Океан».
- С 1912 служил в 1-м Балтийском флотском экипаже в чине капитана 2-го ранга[2].